# Першка, Эмил
Э́мил Пе́ршка (хорв. и словац. Emil Perška; 1897, Аграм, Австро-Венгрия — 1945) — югославский хорватский футболист словацкого происхождения, нападающий. Участник Олимпийских игр 1920, 1924 и 1928 годов.

## Карьера

### Клубная
О биографии Эмила, в том числе и игровой, по различным причинам известно крайне мало. По одной из версий, после окончания Первой мировой войны Эмил долго не мог вернуться на родину, поскольку был дезертиром и отбывал наказание в Вене, и лишь благодаря вмешательству влиятельных сторонников загребского клуба «Граджянски» был в итоге помилован и смог в 1919 году вернуться в футбол. Почти всю свою карьеру провёл в «Граджянски», в составе которого, вместе с командой, трижды становился чемпионом и один раз вице-чемпионом Югославии (Королевства СХС), участвовал в 1/4 финала розыгрыша Кубка Митропы 1928 года, в котором, однако, по сумме двух встреч «Граджянски» уступил чехословацкой «Виктории» с общим счётом 4:8 (3:2 дома и 1:6 на выезде). В 1920 году, после выступления на Олимпиаде, при содействии Йована Ружича отправился во Францию, где некоторое время выступал за парижский «КАС Женеро» (фр. Club athlétique des sports généraux), получая зарплату в 3.000 ₣ в месяц, однако совсем скоро вернулся домой в Загреб.

### В сборной
В составе главной национальной сборной Королевства СХС дебютировал 28 августа 1920 года в матче против сборной Чехословакии на Олимпиаде 1920 года, эту встречу его команда проиграла со счётом 0:7. Первый мяч за сборную забил 3 июня 1923 года, открыв счёт на 16-й минуте проходившего в Кракове товарищеского матча со сборной Польши, в котором его команда со счётом 2:1 одержала первую в своей истории выездную победу, а второй и последний гол за сборную забил в своём последнем матче на международном уровне 31 июля 1927 года в проходившем в Белграде товарищеском матче со сборной Чехословакии, игра завершилась вничью 1:1. Всего сыграл за сборную 14 матчей, забил 2 мяча. Эмил стал первым в истории игроком, который провёл в составе сборной Югославии (Королевства СХС) 10 матчей. Помимо этого, был в заявке команды на Олимпиаде 1928 года, однако, на поле не выходил.

## После карьеры
После завершения карьеры игрока работал журналистом, был историком спорта. По некоторым данным, во время Второй мировой войны Эмил служил в полиции НГХ и был активным сторонником усташского движения, за что поплатился головой в 1945 году.

## Достижения

### Командные
Чемпион Королевства СХС: (3)
- 1923, 1926, 1928

Вице-чемпион Королевства СХС: (1)
- 1925

1/4 финала Кубка Митропы: (1)
- 1928